# Lingua berti
Il Berti è una lingua estinta appartenente alla famiglia linguistica delle lingue nilo-sahariane, anticamente parlata nel Sudan settentrionale, nella zona delle Tagabo Hills nel Darfur e Kordofan.
Popoli che parlavano il Berti migrarono nella regione, nel XIX° secolo, insieme ad altri locutori di lingue Nilo-sahariane, come i Masalit ed i Daju. Essi praticavano l'agricoltura e la zootecnia a diversi livelli. Si stabilirono in due aree separate: una a nord di Al-Fashir, mentre l'altro si era stabilito più ad est, nel Darfur orientale e nel Kurdufan occidentale. I due gruppi non sembrano condividere un'identità comune, infatti, il gruppo occidentale coltiva soprattutto la gomma arabica che invece gli altri non praticano.
Dal 1990, si è avuto un progressivo processo di deriva linguistica verso la lingua araba fino a portare il Berti all'estinzione, perlomeno come lingua madre.